# Rhyssa kriechbaumeri
Rhyssa kriechbaumeri là một loài tò vò trong họ Ichneumonidae.